# Essiq
ESSIQ AB är ett svenskt teknikkonsultföretag som grundades 2005, och som idag har kontor i Göteborg, Stockholm och Malmö. Huvudkontoret ligger i Göteborg. 
ESSIQ är ett privat och ägarlett företag med över 250 ingenjörer (2017). ESSIQ:s kompetensområden finns inom Mechanical Engineering, UX & Service Design, Agile Management, Connected & Embedded Systems, Green Technology & Electromobility, Test & Quality Engineering, IT & Cloud Services, Simulation & Visualization.  Företagets kunder finns främst inom fordons- och tillverkningsindustrin. ESSIQ har under flera år fått utnämningen Di Gasell av Dagens Industri: 2014, 2015, 2016, 2017 och 2019.[2] ESSIQ har även fått utmärkelsen Superföretag: 2015, 2016, 2017, 2018. År 2018 vann ESSIQ silver på Magnet Awards - SM i employer branding. ESSIQ är kvalitetscertifierade enligt ISO 9001 och miljöcertifierade enligt ISO 14001. Företaget är även certifierade för Sellihca och har AAA-rankning. 
Bland annat har ESSIQ varit med och utvecklat applikationen Reskompis åt Västtrafik, som ett hjälpmedel för resenärer med kognitiv funktionsnedsättning.